# Hama Takumi
Hama Takumi (sinh ngày 11 tháng 9 năm 1996) là một cầu thủ bóng đá người Nhật Bản.

## Sự nghiệp câu lạc bộ
Hama Takumi hiện đang chơi cho Azul Claro Numazu.